# Verbandsliga 1926-1927
L'edizione 1926-27 della Verbandsliga vide la vittoria finale del Norimberga.
Capocannoniere del torneo fu Andreas Franz (SpVgg Fürth), con 6 reti.

## Partecipanti
| Squadra                    | qualificata come                                                                          |
| FC Titania Stettino        | Campione Nordostdeutscher                                                                 |
| VfB Königsberg             | Vicecampione Nordostdeutscher                                                             |
| Vereinigte Breslauer Spfr. | Campione Südostdeutscher                                                                  |
| Breslauer FV 06            | Vicecampione Südostdeutscher                                                              |
| Hertha Berlino             | Campione Berlin-Brandenburg                                                               |
| Berliner FC Kickers 1900   | Vicecampione Berlin-Brandenburg                                                           |
| VfB Lipsia                 | Campione Mitteldeutscher                                                                  |
| Chemnitzer BC              | Vicecampione Mitteldeutscher                                                              |
| FC Holstein Kiel           | Campione Norddeutscher                                                                    |
| Amburgo                    | In rappresentanza delle squadre qualificate al secondo turno del campionato Norddeutscher |
| Duisburger SpV             | Campione Westdeutscher                                                                    |
| Schalke 04                 | Vicecampione Westdeutscher                                                                |
| Fortuna Düsseldorf         | In rappresentanza delle squadre qualificate al terzo turno del campionato Westdeutscher   |
| Norimberga                 | Campione Süddeutscher                                                                     |
| SpVgg Fürth                | Vicecampione Süddeutscher                                                                 |
| TSV 1860 Monaco            | In rappresentanza delle squadre qualificate al terzo turno del campionato Süddeutscher    |

## Fase finale

### Ottavi di finale
| Schalke 04 | 1 – 3 | TSV 1860 Monaco |

| Fortuna Düsseldorf | 1 – 4 | Amburgo |

| Norimberga | 5 – 1 | Chemnitzer BC |

| VfB Königsberg | 1 – 2 | Hertha Berlino |

| VfB Lipsia | 3 – 0 | Breslauer FV 06 |

| Berliner FC Kickers 1900 | 5 – 4 dts | Duisburger SpV |

| FC Holstein Kiel | 9 – 1 | FC Titania Stettino |

| Vereinigte Breslauer Spfr. | 1 – 3 | SpVgg Fürth |

### Quarti di finale
| Amburgo | 1 – 2 | Norimberga |

| Hertha Berlino | 4 – 2 | FC Holstein Kiel |

| TSV 1860 Monaco | 3 – 0 | VfB Lipsia |

| SpVgg Fürth | 9 – 0 | Berliner FC Kickers 1900 |

### Semifinali
| Norimberga | 4 – 1 | TSV 1860 Monaco |

| Hertha Berlino | 2 – 1 | SpVgg Fürth |

### Finale
| Hertha Berlino | 0 – 2 | Norimberga |

## Verdetti
- 1. FC Norimberga campione della Repubblica di Weimar 1926-27.